# Perfiles de países de la FAO
Los Perfiles de países de la FAO es un portal multilingüe que recoge el vasto archivo de información que posee la Organización para la Alimentación y la Agricultura de las Naciones Unidas (FAO), sobre sus actividades globales en la agricultura y seguridad alimentaria en una sola área y la cataloga exclusivamente por países y áreas temáticas.
El propósito del portal es ofrecer a las autoridades del todo el mundo de tomar las decisiones, investigadores y formuladores de proyectos un medio veloz y fiable para tener acceso a información específica sobre las situaciones de seguridad alimentaria nacionales sin la necesidad de buscar en distintas bases de datos y sistemas. Le da valor añadido a la riqueza informativa de la FAO, proporcionando una interfaz fácil de usar que contiene mapas interactivos y gráficos.

## Antecedentes
La FAO siempre ha destacado la información y el intercambio de conocimientos como áreas prioritarias en la lucha contra el hambre y alcanzar la seguridad alimentaria.  En este contexto, la FAO ha identificado que los países puedan mejorar sus programas nacionales de agricultura y seguridad alimentaria si pudieran acceder a la información de la FAO a través de un enfoque intersectorial (o interdisciplinario) basados en el país.  Sin embargo, a pesar de la existencia de un gran número de sistemas de información basados en los países de la FAO, la información gestionada por los distintos sistemas carecían de la integración.  La información tendía a ser generada y utilizada de una manera reglada y adaptada a un sistema específico, a un departamento o sector.
El portal de los Perfiles de países de la FAO, inicialmente llamado perfiles de países de la FAO e información cartográfica, se inició en 2002 respondiendo a la necesidad de la Organización para proporcionar a los usuarios del sitio web de la FAO un mecanismo fácil de utilizar para encontrar información de la FAO específicas de cada país, sin la necesidad de búsqueda individual en los sitios web, bases de datos o sistemas de la FAO.  El sistema fue diseñado para integrar la información analítica y multilingüe con bases de datos temáticas y repositorios digitales de mapas y para facilitar el acceso a la información de múltiples factores que contribuyen a la inseguridad alimentaria nacional.
Desde su lanzamiento, el sistema ha crecido con la incorporación de más y más fuentes de datos.  Esto se logró gracias a un esfuerzo colectivo para reducir los depósitos de información y la adopción de normas internacionales para la gestión de la información basada en los países a través de toda la Organización.

## Perfiles de países
La metodología detrás de los perfiles de países de la FAO es más bien simple: enlaza, reutiliza y vuelve a empaquetar los datos y la información de la mayoría de bases de datos y sistemas pertinentes ya existentes de la FAO.
Los Perfiles de Países de la FAO comprenden los actuales Estados miembros de la FAO.  Una vez seleccionado el país, el portal presenta al usuario los documentos, noticias, datos estadísticos, detalles del proyecto y los mapas de bases de datos pertinentes de la FAO clasificados por áreas temáticas.
Las áreas temáticas que se agrupan en dos categorías:
- Actividades básicas de la FAO: estas corresponden a las principales áreas de espcialización, tales como, los recursos naturales, la economía, la agricultura, la silvicultura, la pesca y la cooperación técnica. Esta agrupación se basa en el trabajo que realizan los distintos departamentos de la FAO.[7]

- Los temas generales: estos son los temas que la FAO ha identificado como áreas prioritarias para la acción, y son la biodiversidad, la biotecnología, el cambio climático, las enfermedades y plagas, de emergencia y la ayuda, la seguridad alimentaria y la higiene de los alimentos, el comercio y los precios, la gestión del agua.  Estas áreas prioritarias corresponden a la respuesta estratégica de la FAO para un mundo que cambia rápidamente en temas que van desde la biotecnología al cambio climático y el comercio que presentan nuevos desafíos y opciones para los gobiernos y el público en general.

### Catálogo de datos
Las páginas web relativas a los países facilitan el acceso o se integran con los siguientes perfiles temáticos y sistemas.